# Prison Break: The Final Break
Prison Break: The Final Break este un film de televiziune lansat în 2009. A fost difuzat în Israel pe 24 mai
 și pe 27 mai în Regatul Unit. A fost lansat și pe DVD și Blu-ray pe 21 iulie 2009. Filmul prezintă evenimentele care nu au fost difuzate în cadrul ultimului sezon al serialului Prison Break: desființarea Companiei, moartea lui Michael 
Scofield, eliberarea Sarei și soarta lui Gretchen Morgan, Jonathan Krantz și Theodore Bagwell.